# Franz Josef Jung
Franz Josef Jung, né à Eltville le 5 mars 1949, est un homme politique allemand membre de l'Union chrétienne-démocrate d'Allemagne (CDU).
En 1999, il est nommé chef de la chancellerie régionale de Hesse sous la direction de Roland Koch, un poste que, impliqué dans l'affaire des caisses noires du parti, il n'occupe que durant un an. Désigné président du groupe CDU au Landtag en 2003, il est élu au Bundestag en 2005 et devient peu après ministre fédéral de la Défense dans la grande coalition d'Angela Merkel. Son action est marquée une nouvelle controverse, que ce soit à cause de ses propos sur la possibilité d'abattre un avion civil détourné ou du bombardement de Kunduz. À la suite des élections législatives de 2009, il est choisi pour le poste de ministre fédéral du Travail dans la nouvelle coalition noire-jaune, mais il est contraint à la démission au bout d'un mois, après qu'il a été avéré qu'il avait menti concernant le bombardement de Kunduz.

## Éléments personnels

### Formation et carrière
Il obtient son Abitur en 1968 à Geisenheim, puis effectue, entre 1968 et 1969, son service militaire.
Entre 1970 et 1974, il suit des études de droit à l'université Johannes Gutenberg de Mayence, puis devient stagiaire au tribunal de grande instance de Wiesbaden jusqu'en 1976. Il obtient son doctorat de droit deux ans plus tard.
Il exerce la profession de notaire à Eltville.

### Vie privée
Marié, père de trois enfants et est de confession catholique.

## Activité politique

### Au sein de la CDU
Il adhère à la Junge Union (JU), organisation de jeunesse de la CDU, en 1969, puis au parti en lui-même en 1971.
Tout d'abord président de la JU dans la région du Rheingau, il entre au comité directeur fédéral de l'organisation en 1973, et y siège dix ans. Il en sera même vice-président entre 1981 et 1983.
Il devient secrétaire général de la CDU du Land de Hesse en 1987 pour quatre ans. En janvier 1998, il en est nommé vice-président, avant d'entrer au comité directeur fédéral en novembre suivant.

### Au niveau régional
En 1972, il est élu membre de l'assemblée de l'arrondissement de Rheingau-Taunus, et le reste jusqu'en 1987. Il avait été élu député au Landtag de Hesse quatre ans plus tôt, en 1983. Chef coordinateur (Parlamentarischer Geschäftsführer) du groupe de l'Union chrétienne-démocrate d'Allemagne (CDU) au Landtag de Hesse de 1987 à 1999, Franz Josef Jung est nommé chef de la chancellerie régionale et ministre des Affaires fédérales et européennes dans le premier cabinet régional de Roland Koch le 7 avril 1999.
L'affaire des caisses noires de la CDU le contraint à démissionner le 7 septembre 2000 : en tant que secrétaire général de la CDU hessoise à la fin des années 1980, il portait en effet la responsabilité du financement des campagnes et de la construction du nouveau siège avec les sommes qu'on avait fait passer pour des « legs juifs,. » 
Trois ans plus tard, il est désigné président du groupe CDU au Landtag.

### Ministre fédéral de la Défense
Le 18 septembre 2005, il est élu député fédéral au Bundestag sur la liste régionale de Hesse, ayant été battu dans la circonscription n°184, de Groß-Gerau. Environ deux mois plus tard, le 22 novembre, il est nommé ministre fédéral de la Défense dans le gouvernement de grande coalition d'Angela Merkel.

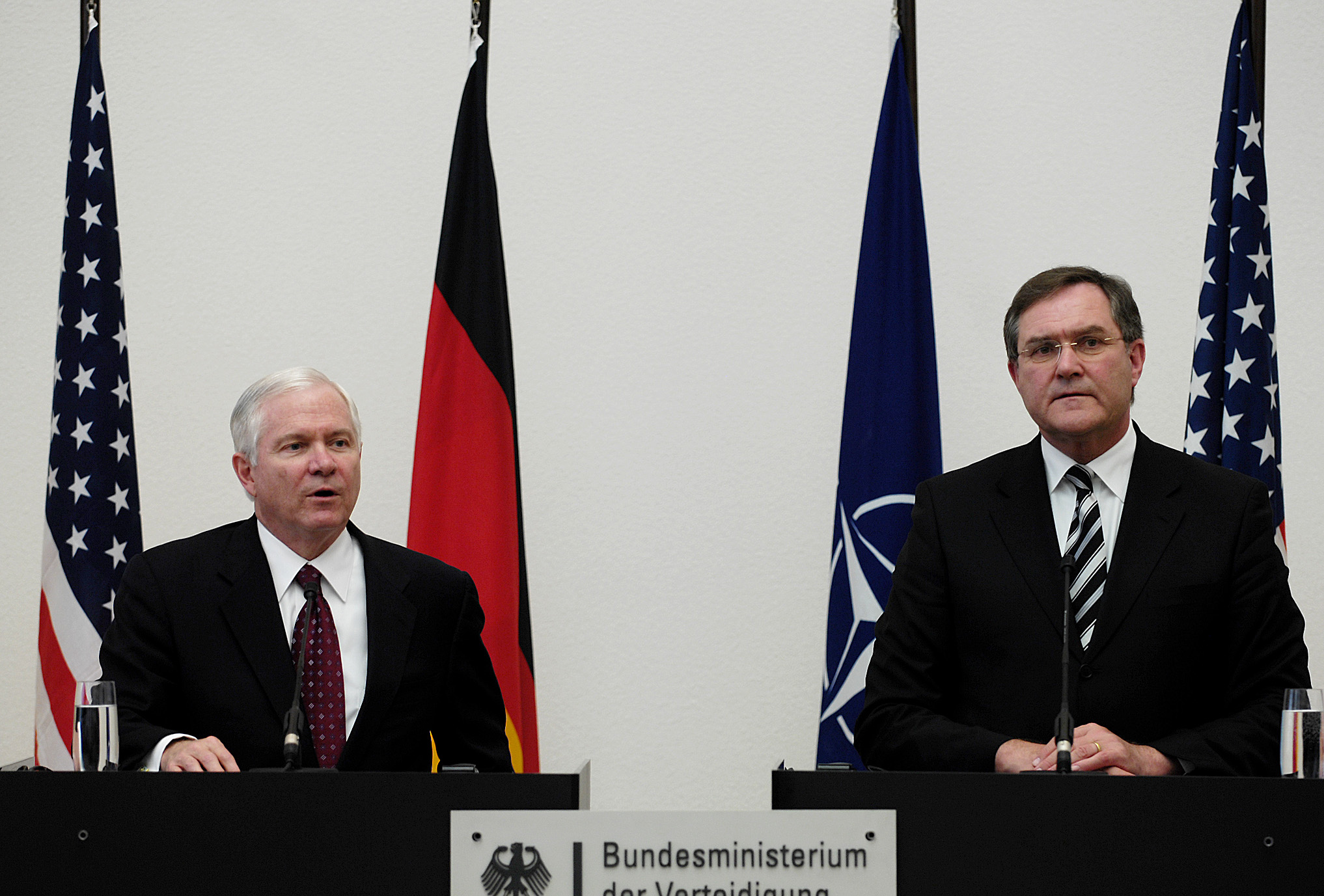
F.J. Jung et le secrétaire à la Défense des États-Unis Robert Gates en 2007.

En septembre 2007, il se retrouve au cœur d'une polémique après s'être dit prêt à faire abattre tout avion de ligne pris en otage pour éviter une catastrophe, même si cela devait conduire à la mort de civils innocents.

### Ministre fédéral du Travail, et démission
Réélu au Bundestag lors des législatives du 27 septembre 2009, Franz Josef Jung devient, le 28 octobre suivant, ministre fédéral du Travail et des Affaires sociales dans la nouvelle coalition noire-jaune. À peine un mois plus tard, le 27 novembre, il présente sa démission à cause d'une controverse sur une frappe aérienne ordonnée, le 4 septembre 2009, par un colonel de la Bundeswehr sur deux citernes à Kunduz en Afghanistan et qui avait causé de nombreux morts parmi les civils, ce que Jung avait démenti à l'époque. Avec à peine trente jours passés à la tête de son département ministériel, il a exercé le plus court mandat de ministre fédéral dans l'histoire de l'Allemagne fédérale.
Afin de faire toute la lumière sur les circonstances et les conséquences du bombardement, la commission de la Défense a décidé en décembre 2009, par accord entre tous les partis, de se constituer en commission d'enquête.